# Phare de Memmert
Le phare de Memmert (en allemand : Leuchtturm Memmert) est la réplique de l'ancien phare de l'île de Memmert situé maintenant à Juist (Arrondissement d'Aurich - Basse-Saxe), en Allemagne.
Il est géré par le petit musée de Juist  et se trouve dans le Parc national de la mer des Wadden de Basse-Saxe.

## Histoire
Le phare de Memmert , mis en service en 1939, se situait sur l'île inhabitée de Memmert, entre l'île de Borkum et l'île de Juist. Il a été désactivé en 1986 et démoli.
L'association Juster Heimatverein a fait construire, sur le front de mer de Juist, une réplique pour y replacer la lanterne d'origine. Un petit musée se trouve à proximité.
Approximativement c'est une tour ronde en brique de 15 m de haut, avec lanterne et galerie, montée sur une base carrée. La tour est en brique grise non peinte avec une rayure verticale blanche et la lanterne est peinte en blanc avec des bandes or et bleue (les couleurs du drapeau de l'île) avec un toit conique gris.
Identifiant : ARLHS : FED-152 - Amirauté : B1044 - NGA : ..... .
|                 |
| Frise orientale |

|          |
| Le phare |

### Lien connexe
- Liste des phares en Allemagne